# Les Prédictions de Nostrabérus
Les Prédictions de Nostrabérus est un roman publié en avril 1974 par Frédéric Dard sous le nom de plume de San-Antonio, il est le 83e de la série policière San-Antonio.
Chez l’éditeur Fleuve noir, il porte en 1974 le numéro 20 de la collection « San-Antonio ».
Ce roman est le premier de la série dans lequel l'auteur se met à tutoyer le lecteur.

## Couverture
- 1re édition de 1974 : illustration photo.
- 2e édition de 1979 : illustration photo.
- 3e édition de 1988 : illustration photo.
- 4e édition de 1994 : illustration d'Alain Siauve.
- 5e édition de 2000 : illustration de Marc Demoulin.
- 6e édition de 2013 : illustration de François Boucq.
- 6e édition de 2019 : illustration de Michaël Sanlaville.

## Résumé
En Suède, le commissaire San-Antonio et Bérurier sont chargés de retrouver un tueur insaisissable détenteur d'un lourd secret. Comme ce dernier est amateur de sciences occultes, on lui tend en piège en faisant passer Bérurier pour un grand mage qui va au bout du compte révéler un véritable don pour la voyance !

## Personnages
- Le commissaire San-Antonio.
- Alexandre-Benoît Bérurier, inspecteur.
- Achille, dit le Vieux (patron du commissaire), qui fait rare, se déplace jusqu’au lieu de l'action.
- Maeleström.
- Borg Borïgm, assassin d'enfants recherché par toutes les polices et détenteur du secret.
- Eggkarte Téquïst, fille d’hôtelier qui va servir d’interprète au commissaire.
- Erika Taströf.

## Lieux de l'aventure
Les évènements se produisent en Suède, à Stockholm. Au village de Milsaböor et le dénouement de l'histoire dans un chalet au bord du lac Kéköneri.

## Remarque
Dans cette histoire, Frédéric Dard s'amuse de son propre succès et de sa notoriété puisque au début de l'histoire, San-Antonio est à Stockholm pour s'y voir attribuer le Prix Nobel de littérature!

## Figure de style
La paronomase :
- « Je pose mon frac et garde mon froc et mon fric. »[1]
- « Mon regard s'agace et salace l'enlace sans qu'elle s'en lasse. »[2]

Le calembour :
- « Ma flûte me fait mal me dit-il, se la massant. J’espère que la grand' graine va pas s'y fout'? »[3]